# Juan Manuel de Villena de la Vega

Wappen des Juan Manuel de Villena de la Vega

Juan Manuel de Villena de la Vega, (* ca. 1460; † 19. Juli 1543 in Valladolid) Señor del Belmonte de Campos, Señor de Cevico de la Torre, Ritter des Ordens vom Goldenen Vlies, war ein kastilischer Diplomat und Politiker. Er gilt als einer der wichtigsten Unterstützer König Philipps von Kastilien in dem Konflikt mit König Ferdinand von Aragonien um die Regentschaft in Kastilien.

## Familie
Juan Manuel III. de Villena de la Vega, 2. Herr von Belmonte de Campos (Palencia), stammte aus der alten kastilischen Adelsfamilie Manuel de Villena, die ihre Herkunft auf Juan Manuel (1234–1283), Fürst und Herr von Villena zurückführte. Dieser war ein Sohn des Königs Ferdinand III. von Kastilien und seiner Ehefrau Beatrix von Schwaben.
Der Vater von Juan Manuel III. de Villena de la Vega war Juan Manuel II. de Villena Suárez de Figueroa, 1. Herr von Belmonte de Campos. Die Mutter, Aldonza de la Vega war eine Nichte des Iñigo López de Mendoza. Das Ehepaar hatte acht Kinder. Die Tochter des Paares, Elvira Manuel de la Vega, lebte seit 1501 in England als Erste Hofdame (Camarera Mayor) der Infantin und späteren Königin Katharina von England. Die Tochter, Marina Manuel, war ab 1481 Hofdame der Königin Isabella I. von Kastilien. Sie heiratet 1489 Balduin von Burgund (1446–1508), einen unehelichen Sohn des Herzogs von Burgund Philipp III.
Juan Manuel de Villena de la Vega heiratete 1477 Catalina de Castilla. Sie war eine direkte Nachfahrin des Königs Peter I. von Kastilien. Sie hatten zehn Kinder:
- Fernando Manuel, seit 1496 Benediktinermönch
- Diego Manuel, Kammerherr Kaiser Karls V.
- Felipe Manuel, Kammerherr Kaiser Karls V.
- Pedro Manuel, ab dem 13. März 1504 Hofkaplan der Königin Isabella I. von Kastilien, Kaplan Kaiser Karls V., Bischof von León 1523–1534, Bischof von Zamora 1534–1546, Erzbischof von Santiago de Compostela 1546–1550
- Lorenzo Manuel, Kammerherr Kaiser Karls V., Komtur des Alcántaraordens
- Aldonza Manuel, Gräfin von Valencia de Don Juan
- María Manuel, seit 1496 Hofdame der Infantin Johanna (der späteren Königin Johanna. I. von Kastilien)
- Mencía Manuel, Hofdame der Königin Isabella I. von Kastilien
- Elvira Manuel, Zisterzienserin im Kloster Santa María la Real de Las Huelgas
- Catalina de Castilla, Klarissin im Konvent Santa Clara de Zafra (Badajoz)[3]

## Leben

### Jugend und erste Ämter
Juan Manuel III. de Villena erhielt, wie zu der Zeit in vielen Adelsfamilien in Kastilien üblich, eine umfassende Bildung. Ab 1463 folgte er seinem Vater als Guarda Mayor König Heinrichs IV. von Kastilien. Ein Amt, dessen Inhaber für die persönliche Sicherheit des Königs verantwortlich war. Ab 1481 diente Juan Manuel als Mitglied der Garde am Hof Königin Isabellas. Ab 1484 war er Hauptmann bei der Santa Hermandad, wo er als Artillerieexperte galt.

### Botschafter der Katholischen Könige
Ab 1492 wurde Juan Manuel als Botschafter des kastilischen Königspaares Isabella und Ferdinand an verschiedenen europäischen Höfen tätig. Seine erste diplomatische Mission führte ihn in die Burgundischen Niederlande. Anschließend folgten diplomatische Tätigkeiten in der Republik Genua (1495–98) und im Königreich England (1499).
Im Mai 1499 schickten Isabella und Ferdinand ihn erneut als Botschafter in die Niederlande. Der dort regierende Herzog Philipp von Burgund war seit 1496 mit der Tochter des kastilischen Königspaares, der Infantin Johanna, verheiratet. Nach dem Tod ihres Bruders Johann (1497), ihrer Schwester Isabella (1498) und ihres Neffen Miguel da Paz (1500) war sie Thronfolgerin in den Reichen der Krone von Aragonien und Kastilien. Als Königin Isabella 1504 starb vererbte sie das Königreich Kastilien ihrer Tochter Johanna und setzte König Ferdinand für den Fall als Regenten ein, dass Johanna sich nicht in Kastilien aufhalte oder nicht fähig sei die Regierung auszuüben.

### Berater König Philipps
Nach dem Tod Königin Isabellas verzichtete ihr Ehemann Ferdinand auf alle Titel in Kastilien, ließ seine Tochter Johanna als Königin von Kastilien proklamieren und übernahm, da sie sich in den Niederlanden befand, mit der Zustimmung der Cortes, die im März 1505 in Toro zusammentraten, die Regentschaft. Johannas Ehemann, Philipp verlangte ein volles Herrscherrecht zusammen mit Johanna und die Alleinregierung für den Fall, dass sie regierungsunfähig sei. In Kastilien bildeten sich zwei Gruppen: Die Unterstützer Philipps waren vorwiegend die Adeligen und Granden des Königreiches. Sie erhofften sich von Philipp ein größeres Mitspracherecht. Die Unterstützer Ferdinands sahen die Stellung Philipps als die eines Prinzgemahls. Eine vielleicht notwendige Regentschaft sollte durch Ferdinand ausgeübt werden. Ferdinand wurde von den Vertretern der Städte, einigen Adeligen und dem Erzbischof von Toledo Francisco Jiménez de Cisneros unterstützt.
Juan Manuel trat nach dem Tod Königin Isabellas offiziell in den Dienst König Philipps. Im Jahr 1506 begleitete er das neue Königspaar auf seiner Reise nach Spanien. Um die Bedeutung Juan Manuels hervorzuheben, wurde er vor dieser Reise 1505 als erster Kastilier in den Orden vom Goldenen Vlies aufgenommen. Vor einem Treffen zwischen Philipp und Ferdinand versuchte Philipp den kastilischen Adel für sich zu gewinnen. Dabei waren die guten Beziehungen Juan Manuels zu den bedeutenden Adelsfamilien Kastiliens von großem Nutzen.
Philipp drängte darauf seine Stellung vor der Vereidigung vor den Cortes zu klären. Daher ließ er Verhandlungen mit Ferdinand aufnehmen. Sein Ziel war es, von Ferdinand die Zusage zu erhalten, dass dieser in Zukunft keinerlei Regierungstätigkeit in Kastilien ausüben und das Land verlassen werde. Die Verhandlungen wurden für Ferdinand von dem Erzbischof von Toledo Francisco Jiménez de Cisneros und für Philipp von Juan Manuel de Villena de la Vega und Juan de Luxemburgo, Señor de Vila, geführt. Das Ergebnis der Verhandlungen, der Vertrag von Villafáfila (spanisch Concordia de Villafáfila), gilt als eine vollständige Kapitulation Ferdinands. Philipp hatte sein Ziel, die Herrschaft in Kastilien zu übernehmen, gegenüber Ferdinand erreicht. Vor einigen Zeugen, die sein volles Vertrauen hatten, unterschrieb Ferdinand einen geheimen Protest, in dem er darlegte, dass er die Übereinkunft gegen seinen Willen abgeschlossen habe, um einen Bürgerkrieg zu vermeiden. Daher erachte er den Vertrag nach seinem Gewissen für nichtig. Ferdinand verließ Kastilien und reiste nach Italien, um dort seine Stellung als König von Neapel zu festigen.

### Regierungszeit König Philipps
Die Cortes, die im Juli 1506 in Valladolid stattfanden, schworen auf Johanna als Königin und Herrin der Königreiche und König Philipp als ihrem rechtmäßigen Ehemann und auf Prinz Karl als Erbprinzen und Nachfolger. Die Cortes lehnten es ab Johanna für regierungsunfähig zu erklären. In der Folgezeit ernannte Philipp einen neuen Staatsrat (Consejo de Estado), dem neben Juan Manuel auch der Erzbischof von Toledo Francisco Jiménez de Cisneros angehörte. Die Beförderung zum Kämmerer (Contador Mayor de Cuentas und Registro) machten Juan Manuel zu dem mächtigsten Mann in Kastilien. Darüber hinaus wurde er zum Festungskommandanten (Alcaide) einiger wichtiger Städte und Befestigungsanlagen ernannt, die er von Stellvertretern verwalten ließ.
Alcaide von Segovia
Die Übernahme von Ämtern, die bisher von Anhängern Ferdinands besetzt waren, durch Juan Manuel stieß auch auf Widerstand. Andrés de Cabrera, Marqués de Moya, war 1470 von König Heinrich IV. zum Alcaide von Segovia ernannt worden. Im Jahr 1474 unterstützte er die damalige Fürstin von Asturien Isabella bei ihrer Proklamation zur Königin von Kastilien und übergab ihr den Staatsschatz der im Alcázar von Segovia aufbewahrt wurde. Er war verheiratet mit Beatriz de Bobadilla einer Freundin Isabellas aus ihren Kindertagen. Als der über 70 Jahre alte Andrés de Cabrera durch König Philipp zur Übergabe des Alcázar an Juan Manuel aufgefordert wurde, weigerte er sich sein Amt aufzugeben. Daraufhin schickte Juan Manuel seinen Verwandten, Juan de Castilla, mit 2.000 deutschen Landsknechten, die Maximilian von Habsburg seinem Sohn Philipp überlassen hatte, nach Segovia. Angesichts einer solchen Drohung übergab Andrés de Cabrera den Alcázar am 4. August 1506 an Juan Manuel.

### Tod König Philipps
König Philipp starb am Freitag, dem 25. September 1506 in Burgos im Alter von 28 Jahren. Nach seinem Tod begannen Diskussionen um die Nachfolge in der Herrschaft und der Regentschaft in Kastilien. Pedro Manrique de Lara y Sandoval, 1. Herzog von Nájera war der Führer der „flämischen Partei“. Er schlug vor, den damals sechs Jahre alten Prinzen Karl nach Spanien zu holen und ihn, unter der Obhut seines Großvaters Maximilian, zum König von Kastilien zu proklamieren. Die „Partei Ferdinands“ wollte, dass König Ferdinand II. von Aragonien erneut die Regentschaft in Kastilien übernehmen sollte, wie Königin Isabella das in ihrem Testament angeordnet hatte. König Ferdinand, der sich auf der Reise nach Neapel befand, erhielt die Nachricht vom Tod Philipps am 5. Oktober 1506 in Portofino. Er setzte, trotz der Bitte des Erzbischofs Cisneros unverzüglich nach Kastilien zurückzukehren, seine Reise nach Neapel fort.
Am 19. Dezember 1506 unterschrieb Königin Johanna einen Erlass, in dem sie alle Gnadenerweise (spanisch mercedes), d. h. Vergabe von Ämtern, Übereignung von Herrschaften usw. ihres verstorbenen Gatten König Philipp widerrief. Sie setzte diejenigen Personen wieder in ihre Ämter ein, die diese beim Tod Isabellas hatten. Ein großer Teil der Stellvertreter, die Juan Manuel auf die ihm übertragenen Ämter eingesetzt hatte, besonders die Kommandanten der Befestigungsanlagen, verloren ihre Posten und sahen sich gezwungen die Anlagen an Personen zu übergeben, die der Partei des Königs Ferdinand angehörten. In dieser Situation suchte Juan Manuel im August 1507 Zuflucht in Navarra und beabsichtigte durch Frankreich in die Niederlande zu gelangen. König Ferdinand hatte zu dieser Zeit gute Beziehungen zum französischen König. Als Juan Manuel nach Paris kam, versuchten die Soldaten ihn gefangen zu nehmen wozu sie alle Tore der Stadt schlossen und ihn überall suchten. Das verursachte diplomatische Proteste Maximilians bei König Ludwig XII. Juan Manuel gelang es in die Niederlande zu flüchten.

### Exil in den Niederlanden und in Wien
Er suchte Schutz in Mechelen am Hof von Margarete von Österreich der Schwester König Philipps, die von Kaiser Maximilian als Regentin der Niederlande und Vormund der Kinder Johannas und Philipps eingesetzt worden war. Von dort aus beriet er Maximilian in Angelegenheiten die Aragonien oder Kastilien betrafen. Im Jahr 1509 nahm Juan Manuel als Hauptmann spanischer Truppen im Dienst Kaiser Maximilians in Italien an Kämpfen der Liga von Cambrai teil. In dem Vertrag von Blois vom 12. Dezember 1509 erkannte Maximilian die Regentschaft Ferdinands für seine Tochter Johanna als rechtmäßig an. Damit wurde für Juan Manuel eine Rückkehr nach Kastilien vorerst ausgeschlossen. Aber auch in den Niederlanden war er nicht vor Verfolgung sicher. Aufgrund diplomatischen Drucks durch Ferdinand ordnete Margarete von Österreich im Januar 1514 die Gefangennahme Juan Manuels an. Nach Protesten einiger Ritter des Ordens vom Goldenen Vlies, seinem Sohn Diego Manuel und seinem Neffen, dem Herren von Fallais, Philipp von Burgund, wurde Juan Manuel freigelassen aber nach Wien verbannt. Nachdem der damalige Herzog von Burgund Karl mit dem Erreichen der Volljährigkeit im Januar 1515 die Regierung selbst übernommen hatte, hob er die Verbannung auf. Nach dem Tod König Ferdinands kehrte Juan Manuel im Jahr 1516 nach Brüssel zurück. Er nahm dort am 18. Ordenskapitel des Ordens vom Goldenen Vlies teil.

### Rückkehr nach Spanien
Als König Karl zum Antritt seiner Herrschaft in Kastilien und den Reichen der Krone von Aragonien 1517 nach Spanien reiste, wurde er von Juan Manuel als Berater begleitet. Im Januar 1518 ernannte Karl ihn zum Alcaide von Burgos. 1519 nahm er an der 19. Versammlung des Ordenskapitel des Ordens vom Goldenen Vlies teil, das unter der Leitung Karls (als Herzog von Burgund) in Barcelona stattfand.
Im Jahr 1520 schickte Karl V., nun als erwählter Kaiser des Heiligen Römischen Reiches, Juan Manuel als Botschafter an den päpstlichen Hof nach Rom. Dort wurde im Januar 1522 Hadrian VI., der frühere Lehrer Karls zum Papst gewählt. Nach der Beendigung seiner erfolgreichen Mission kehrte Juan Manuel nach Kastilien zurück und ließ sich in Valladolid nieder.
Im Jahr 1523 wurde er auf Lebenszeit zum Mitglied des Staatsrates, dem damals wichtigsten Regierungsorgan der kastilischen Monarchie ernannt. Juan Manuel wurde auch Mitglied des 1523 geschaffenen Rates für Steuerangelegenheiten (Consejo de Hacienda). Ab 1525 nahm er nicht mehr an den Sitzungen des Rates teil. Aufgrund seines hohen Alters war er immer seltener bei Beratungen von Regierungsgremien anwesend. In einem königlichen Erlass aus dem Jahr 1535 wurde ihm gestattet sich vollständig vom Hof zurückzuziehen.

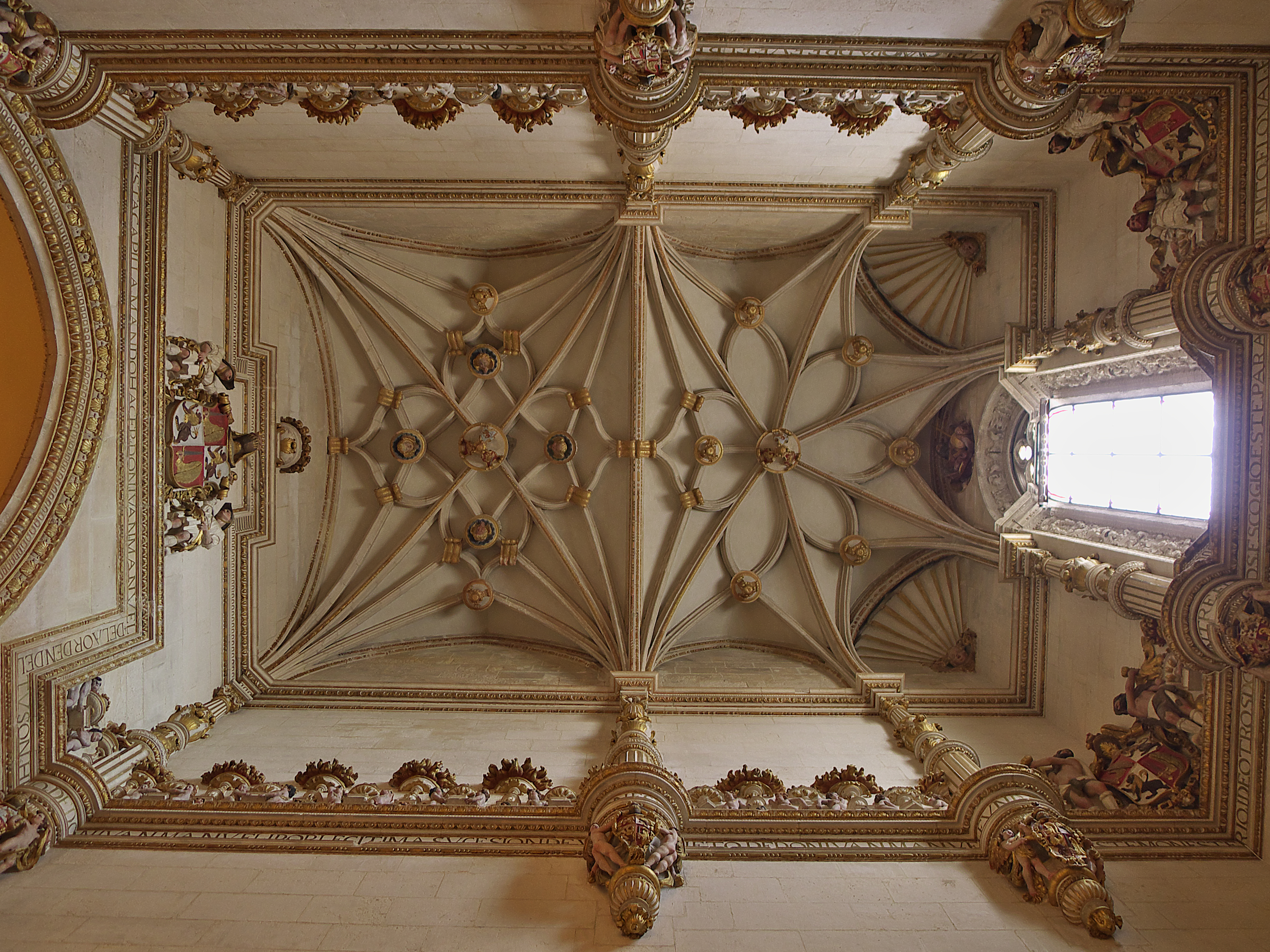
Decke der Grabkapelle des Juan Manuel im Konvent San Pablo in Peñafiel

### Grabkapelle
Juan Manuel de Villena de la Vega starb am 19. Juli 1543 in Valladolid. Der Urgroßvater von Juan Manuel hatte in Peñafiel das Dominikanerkloster San Pablo gegründet. Dort waren verschiedene Mitglieder der Familie beigesetzt worden. Zwischen 1530 und 1536 ließ Juan Manuel durch den Architekten Juan de Badajoz el Mozo eine Grabkapelle im Plateresken Stil an die Kirche des Klosters anbauen. Dort wurde er, zusammen mit seiner Ehefrau, in einem von dem Bildhauer Juan Picardo geschaffene Grabmal aus Alabaster und rotem Jaspis beigesetzt. Das Grabdenkmal wurden während der Zeit der Napoleonischen Kriege stark beschädigt und konnten nur teilweise restauriert werden.